# Trasibul de Siracusa
Trasibul (en grec antic: Θρασύβουλος, llatí: Thrasybulus) fou un home d'estat i militar siracusà, germà de Geló I de Siracusa (491-478 aC).
Quan Geló va morir, Trasibul era menor d'edat i el poder va passar al germà del difunt, Hieró I (478-466 aC). A la mort del seu oncle el va succeir (466-465 aC) segons uns com a legítim hereu però segons altres com a regent del fill de Hieró, el germà del qual, Polizel de Siracusa, ja havia mort.
Una vegada en el poder es va mostrar avariciós i cruel i aviat va provocar una revolta. Va poder resistir algun temps a l'Acradina i l'illa, amb l'ajut de mercenaris i algunes tropes enviades per Etna i Catana (en total uns 15000 homes) però el poble va cridar en ajut a Gela, Acragant, Selinunt i Hímera i algunes ciutats de l'interior de Sicília, que van prestar ràpidament la seva ajuda. Trasibul va ser derrotat decisivament tant per mar com per terra quan aquestes forces van arribar. Va iniciar una negociació amb els seus antics súbdits i se li va permetre abdicar i retirar-se a l'exili. Se'n va anar a Locres Epizefiris on va morir en data desconeguda. Va ser el darrer representant de la dinastia.